# Relações entre China e Eritreia
As relações entre China e Eritreia referem-se às relações atuais e históricas entre a China e a Eritreia. A Eritreia obteve a independência da Etiópia em 1993 e, a partir de 2007, as relações entre os dois países registaram um "crescimento suave".

## Antes da independência
A China apoiou o movimento de independência da Eritreia através da Frente de Libertação da Eritreia e depois da Frente Popular de Libertação da Eritreia. Em 1967, o atual presidente eritreu Isaias Afewerki recebeu treinamento militar na China.

## Relações econômicas
A Eritreia tomou emprestado $3 milhões em 1994 para comprar máquinas agrícolas chinesas. Em 2001, a China cancelou a dívida eritreia, concedendo à Eritreia uma subvenção pelo mesmo montante.  A China financiou uma série de projetos de desenvolvimento, incluindo um hospital de duzentos leitos na capital eritreia, Asmara.  Em abril de 2006, a China concedeu à Eritreia um empréstimo de $23 milhões para melhorar a infra-estrutura da comunicação.  Em janeiro de 2007, a China e a Eritreia assinaram acordos econômicos, que incluíram a remoção das tarifas dos produtos importados eritreus para a China, o cancelamento parcial da dívida da Eritreia à China e uma extensão da assistência técnica chinesa à Eritreia, particularmente no setor da saúde. 

## Visitas
Em 2001, o vice-ministro chinês do Comércio Exterior e Cooperação Econômica, Zhou Keren, visitou a Eritreia em uma visita de três dias. No início de 2007, o chanceler chinês Li Zhaoxing visitou o país como parte de uma viagem pela África.